# Odolo
Odolo är en ort och kommun i provinsen Brescia i regionen Lombardiet i Italien. Kommunen hade 1 916 invånare (2018).